# 李珍雨
李珍雨（韓語：이진우，1968年12月8日—），男，韩国演员兼牧师，以在《明成皇后》扮演高宗、《第五共和国》扮演许和平知名。

## 出演作品

### 电影
- 1987年 《没有周六的夜晚》
- 1990年 《南部军》
- 1990年 《梦》
- 1995年 《像无角的犀牛一样独自前行》
- 1997年 《失败者复活战》
- 1998年 《诱饵》
- 1999年 《抄袭》
- 2001年 《天堂别墅》- 基金经理

### 电视剧

#### KBS
- 2021年 KBS2 《绅士与小姐》（特别出演）
- 2020年 KBS1 《绝妙的遗产》（特别出演，最后一集）
- 2020年 KBS2 《秘密的男人》（特别出演）
- 2014年 KBS2 《一片丹心蒲公英》（特别出演）
- 2012年 KBS1 《大王之梦》- 百济义慈王
- 2009年 KBS2 《千秋太后》- 韩德让
- 2008年 KBS 《大王世宗》- 郑麟趾
- 2007年 KBS1 《山那边南村》- 罗振石
- 2006年 KBS1 《大祚荣》- 吐蕃王（特别出演）
- 2002年 KBS2 《萨克斯和糯米糕》- 李秀南
- 2001年 KBS2 《明成皇后》- 高宗李熙
- 2000年 KBS2 《小说 牧民心书》- 作家、丁若镛（一人分饰两角）
- 2000年 KBS2 《周日最佳 - 在世界尽头相遇》- 尚哲
- 1998年 KBS1 《王与妃》- 成宗李娎
- 1996年 KBS2 《赵光祖》- 中宗李怿
- 1996年 KBS2 《色彩》
- 1995年 KBS2 《澡堂老板家的男人们》- 金东焕
- 1994年 KBS 《历史的对手》
- 1993年 KBS2 《幸存者的悲伤》
- 1991年 KBS 《麦浪时代》

#### MBC
- 2005年 MBC 《辛旽》- 李成桂
- 2005年 MBC 《第五共和国》- 许和平
- 2005年 MBC 《金药局的女儿们》- 姜极
- 2003年 MBC 《爱到至死不渝》- 金在国
- 2000年 MBC 《用眼睛说话》- 闵英哲
- 1999年 MBC 《情景喜剧 跳跃》
- 1998年 MBC 《大王之路》- 金一镜
- 1998年 MBC 《为了爱》- 殷锡奎
- 1997年 MBC 《你和我》
- 1998年 MBC 《成功时代-李明贤教育部部长篇》- 李明贤
- 1997年 MBC 《情景喜剧 三个男人三个女人》
- 1996年 MBC 《我》
- 1996年 MBC 《冰壶》
- 1996年 MBC 《同期生》- 朴泰雄
- 1996年 MBC 《青花鱼》
- 1995年 MBC 《酒店》- 林景彬
- 1994年 MBC 《首尔的月亮》- 车亨根
- 1994年 MBC 《爱在你怀中》
- 1994年 MBC 《最後的勝負》
- 1993年 MBC 《我们的天国》
- 1992年 MBC 《儿子和女儿》
- 1991年 MBC 《我们的天国》
- 1991年 MBC 《黎明的眼睛》- 洪成百（驻上海日军宪兵队脱逃的朝鲜人学徒兵）
- 1990年 MBC 《大院君》- 吴世昌
- 1989年 MBC 《田园日记》- 农村指导所实习生
- 1989年 MBC 《一屋檐下三家人》- 地区厅服役的防卫兵
- 1989年 MBC 《搜查班长》- 首尔龙山区厅服役的防卫兵

#### SBS
- 2006年 SBS 《渊盖苏文》- 杨玄感
- 2004年 SBS 《求婚》- 沈宇京
- 2003年 SBS 《All In 真爱赌注》
- 2001年 SBS 《依然爱你》- 郑国荣
- 1999年 SBS 《她的选择》- 崔亨民
- 1999年 SBS 《KAIST》- 朴尚勋教授（朴基勋教授的堂兄）
- 1998年 SBS 《三金时代》- 李准
- 1997年 SBS 《Miss & Mister》
- 1997年 SBS 《女人》- 徐正男
- 1996年 SBS 《都市男女》
- 1995年 SBS 《进入神秘的镜子》- 金东日
- 1994年 SBS 《没有爱情》- 洪明元
- 1994年 SBS 《英雄日记》- 基泰河

#### EBS1
- 2004年 EBS1 《明洞伯爵》... 金洙暎
- 2002年 EBS1 《历史探究 与过去的对话》
- 2001年 EBS1 《学校故事》

#### 其他电视台
- 2009年 tvN 《三个男人》...（客串）

### 广播节目
- 2015年 EBS FM 《EBS 读书广播朗读系列》

## 获奖经历
- 1994年 SBS演技大奖 男子新人奖

## 家庭关系
- 母亲：廉和子
- 配偶：金玉顺 - 离婚
- 配偶：李應敬（1966年2月22日～）- 2005年再婚